# Leudeville
Leudeville és un municipi francès, situat al departament de l'Essonne i a la regió de Illa de França. L'any 2007 tenia 1.294 habitants.
Forma part del cantó de Brétigny-sur-Orge, del districte de Palaiseau i de la Comunitat de comunes de la Val d'Essonne.

## Demografia

### Població
El 2007 la població de fet de Leudeville era de 1.294 persones. Hi havia 452 famílies, de les quals 88 eren unipersonals (52 homes vivint sols i 36 dones vivint soles), 140 parelles sense fills, 208 parelles amb fills i 16 famílies monoparentals amb fills.
La població ha evolucionat segons el següent gràfic:
Habitants censats

### Habitatges
El 2007 hi havia 492 habitatges, 470 eren l'habitatge principal de la família, 4 eren segones residències i 18 estaven desocupats. 412 eren cases i 79 eren apartaments. Dels 470 habitatges principals, 370 estaven ocupats pels seus propietaris, 92 estaven llogats i ocupats pels llogaters i 8 estaven cedits a títol gratuït; 11 tenien una cambra, 44 en tenien dues, 52 en tenien tres, 96 en tenien quatre i 267 en tenien cinc o més. 415 habitatges disposaven pel capbaix d'una plaça de pàrquing. A 183 habitatges hi havia un automòbil i a 266 n'hi havia dos o més.

### Piràmide de població
La piràmide de població per edats i sexe el 2009 era:
| Homes | Edats   | Dones |
| ----- | ------- | ----- |
| 0     | 95 o +  | 0     |
| 4     | 90 a 94 | 4     |
| 4     | 85 a 89 | 16    |
| 0     | 80 a 84 | 0     |
| 4     | 75 a 79 | 0     |
| 4     | 70 a 74 | 12    |
| 20    | 65 a 69 | 20    |
| 28    | 60 a 64 | 16    |
| 28    | 55 a 59 | 24    |
| 44    | 50 a 54 | 52    |
| 68    | 45 a 49 | 72    |
| 60    | 40 a 44 | 72    |
| 40    | 35 a 39 | 48    |
| 16    | 30 a 34 | 32    |
| 20    | 25 a 29 | 40    |
| 52    | 20 a 24 | 56    |
| 24    | 15 a 19 | 72    |
| 44    | 10 a 14 | 20    |
| 52    | 5 a 9   | 32    |
| 40    | 0 a 4   | 28    |

## Economia
El 2007 la població en edat de treballar era de 910 persones, 714 eren actives i 196 eren inactives. De les 714 persones actives 678 estaven ocupades (355 homes i 323 dones) i 36 estaven aturades (15 homes i 21 dones). De les 196 persones inactives 61 estaven jubilades, 94 estaven estudiant i 41 estaven classificades com a «altres inactius».

### Ingressos
El 2009 a Leudeville hi havia 495 unitats fiscals que integraven 1.402,5 persones, la mediana anual d'ingressos fiscals per persona era de 25.105 €.

### Activitats econòmiques
Dels 35 establiments que hi havia el 2007, 2 eren d'empreses alimentàries, 1 d'una empresa de fabricació d'altres productes industrials, 10 d'empreses de construcció, 5 d'empreses de comerç i reparació d'automòbils, 2 d'empreses de transport, 2 d'empreses d'hostatgeria i restauració, 1 d'una empresa d'informació i comunicació, 1 d'una empresa financera, 8 d'empreses de serveis, 2 d'entitats de l'administració pública i 1 d'una empresa classificada com a «altres activitats de serveis».
Dels 14 establiments de servei als particulars que hi havia el 2009, 3 eren paletes, 1 guixaire pintor, 3 fusteries, 2 lampisteries, 1 electricista, 1 empresa de construcció, 1 perruqueria i 2 restaurants.
Dels 2 establiments comercials que hi havia el 2009, 1 era un supermercat i 1 una botiga de menys de 120 m².
L'any 2000 a Leudeville hi havia 9 explotacions agrícoles.

## Equipaments sanitaris i escolars
El 2009 hi havia 1 escola maternal i 1 escola elemental.

## Poblacions més properes
El següent diagrama mostra les poblacions més properes.